# Mora (språkvetenskap)
Mora, (av latinets mora, 'fördröjning') tidsenhet som inom fonologin motsvarar det kortaste uttalbara ljudets längd i ett språk. I vissa språk, exempelvis japanska utgör en mora språkets minsta betydelseskiljande enhet.
Mora förväxlas ofta med stavelser. En vanlig missuppfattning är att det japanska versmåttet haiku utgår från stavelser medan det i själva verket utgår från mora.
En eller flera mora utgör tillsammans en stavelse. En stavelse som består av en mora kallas monomoraisk, om den har två mora kallas den bimoraisk och om den har tre mora kallas den trimoraisk. Trimoraiska stavelser kallas ibland även pluti när man talar om sanskrit.

## Japanska
Mora (モーラ) används inom japanskan som en ljud-tidsenhet. I många japanska dialekter ska varje mora ta ungefär lika lång tid att säga.
I de japanska skriftspråken katakana och hiragana, samt det föråldrade manyōgana, utgör alla tecken i regel en mora var. I de fall där ett par (eller digraf, till exempel きょ "kyo") av ett fullstort och ett halvstort kanatecken hittas räknas de två tillsammans som en mora.

## Exempel
| Nagasaki | na-ga-sa-ki | な.が.さ.き   | 長崎 | na-ga-sa-ki | 4 morae; 4 stavelser. |
| Ōsaka    | o-o-sa-ka   | お.お.さ.か   | 大阪 | ō-sa-ka     | 4 morae; 3 stavelser. |
| Tōkyō    | to-u-kyo-u  | と.う.きょ.う | 東京 | tō-kyō      | 4 morae; 2 stavelser. |
| Nippon   | ni-p-po-n   | に.っ.ぽ.ん   | 日本 | nip-pon     | 4 morae; 2 stavelser. |
| Nihon    | ni-ho-n     | に.ほ.ん      | 日本 | ni-hon      | 3 morae; 2 stavelser. |